# Halbau (Cunewalde)
Halbau (obersorbisch Jiłow, oberlausitzisch Halbe) ist ein Ortsteil der Gemeinde Cunewalde in Sachsen mit etwa 80 Einwohnern.

## Geographie
Die halbkreisförmig angelegte Siedlung liegt am südlichen Fuße des Hochsteines auf einer Wasserscheide über dem Quellgrund der Wiesenlitte und des Cunewalder Wassers. Von Halbau aus bietet sich nach Süden eine gute Aussicht auf den Kötzschauer Berg und den Eichbusch.

## Geschichte
Halbau entstand um 1550 als Gründung des Rittergutes Obercunewalde in einem Waldaushieb zwei Kilometer nordöstlich von Obercunewalde. Dabei entstanden zehn Gartengroßnahrungen, die planmäßig in zwei Gruppen angelegt wurden und jeweils etwa zehn Scheffel Land (ca. 2,5 ha) erhielten. Die Bewohner waren während der Wintermonate als Hofedienst zu Holzfällerarbeiten in den Rittergutswäldern verpflichtet. Ein Bauer betreute als Förster die Wälder. Das Försterhaus wurde um 1800 als zwölfte Stelle erbaut. 1567 wurde die Ansiedlung als „Halbe“ erstmals schriftlich erwähnt. Diese Bezeichnung leitet sich von der seitlichen Lage gegenüber Obercunewalde ab und ist heute als volkstümliche Bezeichnung des Ortes nach wie vor gebräuchlich. 1608 wurde als elftes Anwesen die Schenke angelegt. Bedingt durch die Geschiebelehmböden und die Lage auf einem quellarmen Sattel (von 365 Meter ü. d. M.) war der Ackerbau in Halbau wenig ertragreich. Der obersorbische Ortsname nimmt darauf Bezug und ist vom sorbischen Wort jiła für „Lehm“ abgeleitet. Die „Große Wiese“ in der östlichen Flur wurde nicht für die Feldwirtschaft genutzt.
Die Bevölkerung blieb relativ konstant. 1834 waren es 73 Einw., 1871 76 Einw. und 1890 74 Einwohner.
Mit der Eröffnung der Bahnstrecke Großpostwitz–Löbau entstand 1928 in Halbau am Hochstein eine Haltestelle mit Verladerampen. Die Eisenbahnverbindung eröffnete den Bewohnern die Möglichkeit einer Beschäftigung in den Fabriken von Löbau und Cunewalde. Zugleich ebnete sie auch den Weg zur touristischen Erschließung des Ortes. Nachfolgend entstand zwischen der Straße von Cunewalde nach Kleindehsa und der Eisenbahn eine Gartensiedlung mit Einfamilienhäusern und Wochenendhäusern. Zum Kataster von Halbau gehört auch das nördlichste Anwesen der Siedlung Eichbusch. Bis 1939 bildete Halbau eine Außensiedlung der Gemeinde Obercunewalde. Nach deren Eingemeindung ist Halbau ein Teil von Cunewalde.
Auf der „Großen Wiese“ blüht im Spätsommer die für das Czornebohgebiet charakteristische Phrygische Flockenblume (Centaurea phrygia).
Sehenswert ist das Haus Halbau Nr. 8, ein Umgebindehaus mit Fachwerkobergeschoss aus dem Jahre 1853. An der Straße nach Cunewalde befinden sich am Waldrand zwei Kreuzsteine von jeweils 0,70 m Höhe. Eines von beiden steht in einem brotlaibähnlichen Oval. Ihre Herkunft ist nicht geklärt. Die darauf befindlichen Einritzungen deuten auf einen Dolch bzw. eine Armbrust hin, sodass es sich um Sühnesteine für Morde handeln könnte. Andererseits kann eine Herkunft als Grenzzeichen auch nicht ausgeschlossen werden.